# Heroclix
HeroClix é o jogo de miniaturas colecionáveis produzido pela WizKids. Cada jogador constrói sua "força" com as peças do jogo, sejam elas super-heróis ou super-vilões.

## Coleções de HeroClix

### DC
| Coleção           | Lançamento        | Retirada         | Criadores                                     |
| ----------------- | ----------------- | ---------------- | --------------------------------------------- |
| Hypertime         | setembro de 2002  | setembro de 2005 | Jeff Quick, Mike Mulvihill, & Jon Leitheusser |
| Cosmic Justice    | junho de 2003     | julho de 2006    | Jon Leitheusser                               |
| Unleashed         | março de 2004     |                  | Jeff Grubb & Jon Leitheusser                  |
| Legacy            | março de 2005     |                  | Jon Leitheusser                               |
| Icons             | setembro de 2005  |                  | Jon Leitheusser & Seth Johnson                |
| Collateral Damage | fevereiro de 2006 |                  | Seth Johnson                                  |
| Origin            | fevereiro de 2007 |                  |                                               |

### Indy
| Coleção | Lançamento      | Retirada         | Criadores       |
| ------- | --------------- | ---------------- | --------------- |
| Indy    | outubro de 2003 | setembro de 2005 | Jon Leitheusser |

### Marvel
| Coleção                | Lançamento        | Retirada         | Criadores                      |
| ---------------------- | ----------------- | ---------------- | ------------------------------ |
| Infinity Challenge     | maio de 2002      | junho de 2004    | Jeff Quick                     |
| Clobberin' Time        | novembro de 2002  | dezembro de 2004 | Jon Leitheusser                |
| Xplosion               | março de 2003     | dezembro de 2004 | Jon Leitheusser                |
| Critical Mass          | dezembro de 2003  | setembro de 2005 | Jon Leitheusser                |
| Universe               | maio de 2004      | julho de 2006    | Jon Leitheusser                |
| Ultimates              | junho de 2004     | julho de 2006    | Jon Leitheusser                |
| Mutant Mayhem          | novembro de 2004  |                  | Jon Leitheusser                |
| Fantastic Forces       | julho de 2005     |                  | Jon Leitheusser                |
| Armor Wars             | novembro de 2005  |                  | Seth Johnson & Jon Leitheusser |
| Sinister               | junho de 2006     |                  | Seth Johnson                   |
| Supernova              | novembro de 2006  |                  |                                |
| Avengers age of Ultron | fevereiro de 2015 |                  |                                |
| Avenger Assemble       | março de 2015     |                  |                                |
| Age of Ultron          | abril de 2015     |                  |                                |